# Bocks-Dickfuß
Der Bocks-Dickfuß (Cortinarius camphoratus) ist ein Blätterpilz aus der Familie der Schleierlingsverwandten (Cortinariaceae). Der mittelgroße Pilz hat einen anfangs blass blauvioletten Hut, der im Alter stumpf ockerlich ausblasst. Die Lamellen sind in der Jugend lila gefärbt. Typisch ist sein unangenehmer und ziegenbockartiger Geruch. Die Fruchtkörper des Mykorrhizapilzes erscheinen in der Regel von September bis November im Nadelwald. Meist ist der leicht giftige Pilz mit Fichten vergesellschaftet.

## Merkmale

### Makroskopische Merkmale
Der Hut ist 3–10 cm breit, jung rundlich und dann gewölbt. Die matt glänzende Hutoberfläche ist anfangs blass violett bis lilablau gefärbt und entfärbt sich meist rasch von der Mitte aus zu ockerbraun. Der mit feinen Velumresten behangene und eingebogene Rand steht etwas über.
Die eng stehenden, schmalen Lamellen sind am Stiel ausgebuchtet angewachsen. Sie sind jung intensiv lila, dann beige-violettlich und werden im Alter zimtbraun bis rostbraun. Die Schneiden sind meist heller gefärbt. Das Sporenpulver ist rostbraun.
Der 5–12 cm lange und 1–2 cm breite, mehr oder weniger zylindrische Stiel ist angedrückt feinfaserig und tonblass gefärbt. An der Stielspitze kann er ganz jung schwach violettlich gefärbt sein. Oft hat er einen dünnen, bräunlichen Velumgürtel. Die Stielbasis kann keulig bis mehr oder weniger knollig ausgebildet sein.
Das dicke, feste, weißliche bis blasslila und in der Stielbasis auch ockerlich gefärbte Fleisch riecht unangenehm ziegenbockartig und hat einen unangenehmen, widerlichen Geschmack. Manche erinnert der Geruch auch an Schweißfüße, verbranntes Horn oder an verfaulende Kartoffeln.

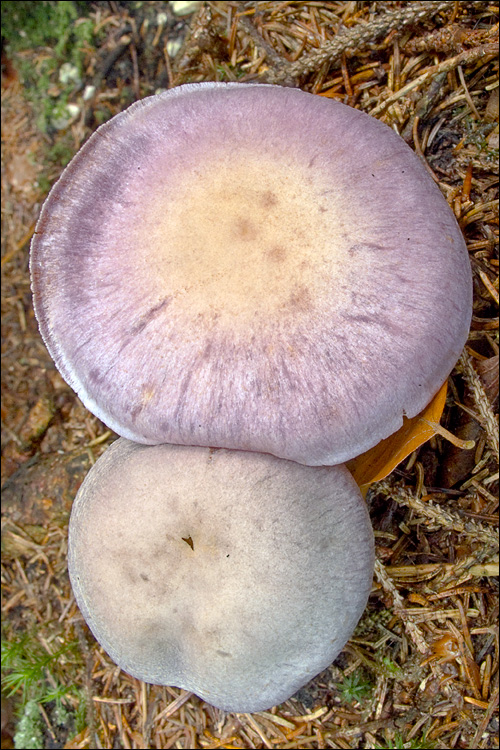
Der anfangs mehr oder weniger lilablaue Hut entfärbt von der Mitte her meist rasch zu ocker.
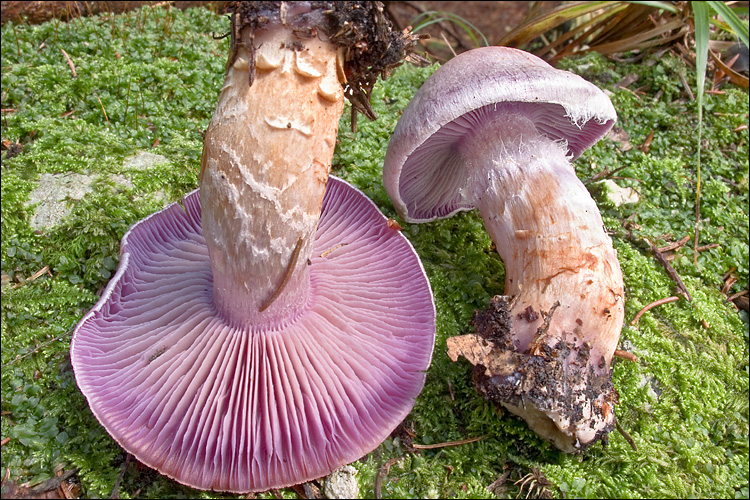
Die engstehenden, schmal ausgebuchteten Lamellen können jung intensiv lila gefärbt sein.
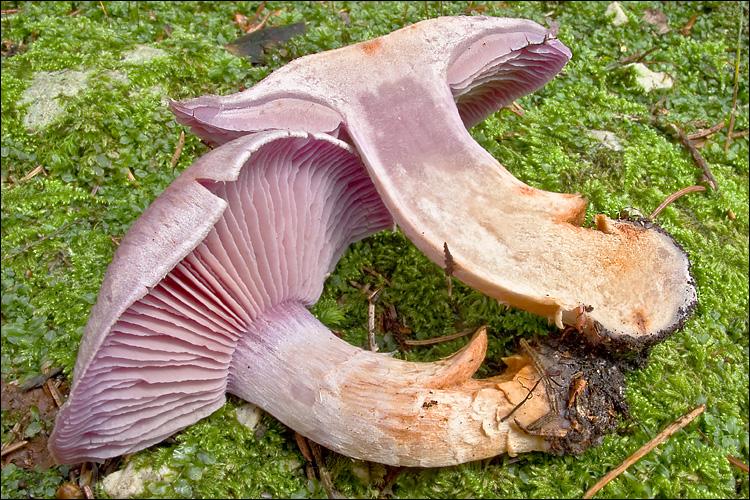
Das dicke, feste Fleisch ist mehr oder weniger lila und in der Stielbasis auch ockerlich gefärbt.
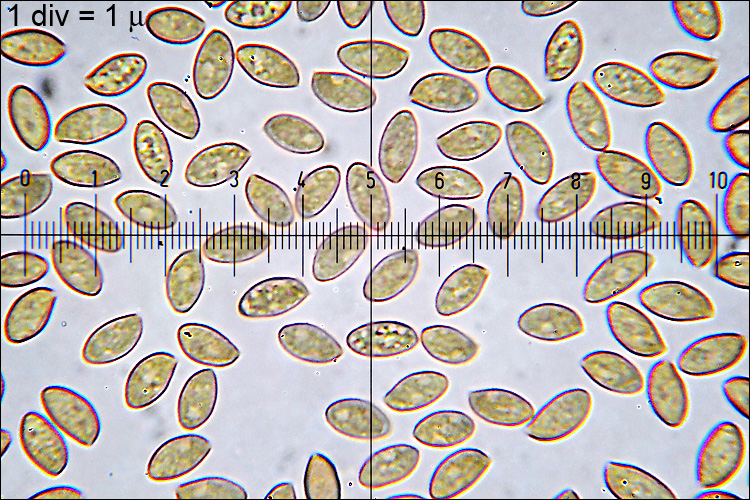
Die elliptischen Sporen des Bocks-Dickfußes

### Mikroskopische Merkmale
Die elliptischen Sporen sind etwa 9–11 µm lang und 6 µm breit.

## Artabgrenzung
Recht ähnlich ist der häufigere Lila Dickfuß (Cortinarius traganus), der sich hauptsächlich durch sein safranfarbenes Fleisch, die weißlichen Lamellen und seinen Azetylengeruch unterscheidet. Die Varietät finitimus riecht süßlich, nach reifen Birnen. Auch der Hain-Gürtelfuß (Cortinarius lucorum) und der Purpurfleckende Klumpfuß (Thaxterogaster purpurascens) können sehr ähnlich aussehen, unterscheiden sich jedoch in Farbe und Geruch. Der Dunkelviolette Schleierling (Cortinarius violaceus) ist deutlich dunkler gefärbt und riecht ebenfalls angenehm.

## Ökologie und Verbreitung

Europäische Länder mit Fundnachweisen des Bocks-Dickfußes
Länder mit Fundmeldungen
Länder ohne Nachweise
keine Daten
außereuropäische Länder

Die Fruchtkörper des Bocks-Dickfuß erscheinen meist von August bis November im Nadel-, seltener auch im Laubwald. Die ersten Exemplare kann man aber auch schon Ende Juli finden. Der Pilz wächst meist unter Fichten, oft an moosigen, feuchten Stellen. Er soll Kalkböden bevorzugen. Gelegentlich kann man den Pilz auch in Mooren finden. Er ist in ganz Europa verbreitet.

## Systematik
Die Art wurde innerhalb der Schleierlinge in der Vergangenheit den Untergattungen Dickfüße und Gürtelfüße zugeordnet. Inzwischen zählt er auf Grundlage phylogenetischer Untersuchungen zur Untergattung Cortinarius subgen. Camphorati.

## Bedeutung
Der Pilz gilt als leicht giftig. Das Risiko eines versehentlichen Verzehrs ist bei seinem unangenehmen Geruch allerdings gering.